# Helicobasidiaceae
Helicobasidiaceae är en familj av svampar. Helicobasidiaceae ingår i ordningen Helicobasidiales, klassen Pucciniomycetes, divisionen basidiesvampar och riket svampar.
| Helicobasidiaceae | \| \| Helicobasidium \| \| \| \| \| \| Tuberculina \| \| \| \| |
|                   | \| \| Helicobasidium \| \| \| \| \| \| Tuberculina \| \| \| \| |
|                   | Helicobasidium                                                 |
|                   |                                                                |
|                   | Tuberculina                                                    |
|                   |                                                                |

|  | Helicobasidium |
|  |                |
|  | Tuberculina    |
|  |                |